# أحمد خالد حسن
الفريق أحمد خالد حسن سعيد أحمد سعيد (1 يناير 1958 - ) قائد عسكري مصري، يشغل حاليًا منصب محافظ الإسكندرية، وشغل سابقًا منصب قائد مركز قيادة الدولة الإستراتيجي والمشرف على التصنيع العسكري، وقائد القوات البحرية المصرية.

## التأهيل العسكري
- بكالوريوس الدراسات البحرية في 16 يونيو 1978
- الفرقة الراقية تنفيذيين.
- الماجستير في العلوم العسكرية (كلية القادة والأركان).
- زمالة كلية الحرب العليا (أكاديمية ناصر العسكرية العليا).

## حياته المهنية
- قائد قاعدة مطروح البحرية.
- قائد قاعدة البحر الأحمر البحرية.
- قائد قاعدة إسكندرية البحرية.
- مساعد رئيس أركان حرب القوات المسلحة.
- رئيس أركان حرب القوات البحرية المصرية في 11 أبريل 2015.
- قائد القوات البحرية المصرية في 17 ديسمبر 2016 برتبة لواء أركان حرب.
- في 27 أبريل 2017 رقي إلى رتبة فريق خلال انعقاد فعاليات المؤتمر الوطني للشباب بالإسماعيلية.
- قائد مركز قيادة الدولة الإستراتيجي في 14 ديسمبر 2021.
- محافظ الإسكندرية في 3 يوليو 2024.

## الأوسمة والأنواط والميداليات
- نوط الواجب العسكري من الطبقة الثانية.
- ميدالية الخدمة الطويلة والقدوة الحسنة.
- ميدالية الخدمة الممتازة.
- ميدالية 25 يناير 2011.
- نوط الواجب العسكري من الطبقة الأولى.
- ميدالية 30 يونيو.